# 李範奭
李範奭（1900年10月20日—1972年5月11日），字麟男，号铁骥（韓語：철기），又名王云山、哲琦，韓國政治人物、獨立運動家、軍人和外交官，漢城（今首爾）人。
李范奭是韩国朝鲜王族後裔，15岁时流亡中国，在中国从事反日独立运动约30年，雲南陸軍講武堂畢業，是青山里战役中韩国独立军的作战指挥。1940年9月17日，李范奭被时任大韩民国临时政府主席金九任命为韩国光复军参谋长。韩国光复后，他于1946年5月回国，是大韩民国建国後第一任内阁总理兼国防部长（1948年7月31日－1950年4月20日），后任駐中華民國大使（1950年12月 - 1951年9月）、內務部部長（1952年5月－7月）等職，亦是韩国自由党的组织筹建者，并出任该党副总裁。

## 生平

### 出身

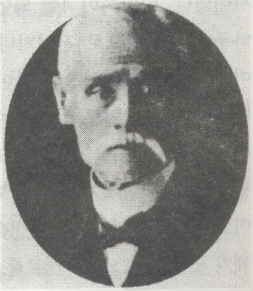
李范奭的父亲李文夏

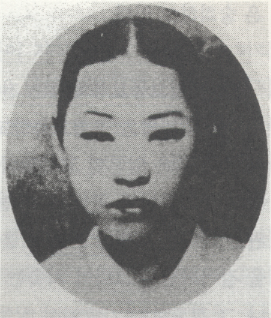
李范奭的继母亲金氏

李范奭是朝鲜世宗第五子广平大君李玙的后裔，1900年10月20日出生于今首尔钟路:5明洞圣堂对面，是四代独子，上有一位比他大8岁的姐姐:32。他的曾祖父李穆渊是朝鲜王朝的“判事”，后因反对朝廷腐败而被流放济州岛10年:30。他的母亲在他7岁时因心脏病早逝。之后，他的父亲李文夏又娶了一位小他30多岁的金氏为妻。他的继母金氏很慈祥，对他也格外疼爱。他每次淘气惹祸，金氏都帮他摆平:38-42。
李范奭4岁那年，他的父亲顺应当时解放奴隶的「开化风潮」，解放了家中的10个奴隶，并给了钱让他们过自由的生活。有位叫丁泰奎的仆人却不肯走，并表示要当兵。李文夏于是通过朋友把他安排到侍卫队当值班兵。后来，他又转到第一聯隊大队长朴胜焕手下做普通兵。当兵后，丁泰奎还经常穿着军装回到李范奭家陪他玩:33。1905年，日本强迫韩国签订《乙巳条约》，后又在1907年8月1日强行解散大韩帝国军队，引发大规模的反日义兵运动。朴胜焕为不辱自己军人的使命自杀殉国。包括丁泰奎在内的朴胜焕部下与日军展开了巷战。丁泰奎在枪战中中弹，后死在李家门前小水沟的桥旁。此事对李范奭触动很大，使他从小就立志为丁泰奎报仇:33-35。

### 少年时期
1910年6月28日，李范奭就读于汉城私立长熏学校:316。同年8月，日本吞并朝鲜半岛。之后，李范奭的父亲李文夏为了不要朝鲜总督府的工资，辞去了他在农工商部的职务:38。当时李家有位姓申的门客，经常来拜访。他向李文夏推销沿安的一块地，说是地好，价低。李文夏信以为真，借钱通过他买下百亩地，但后来发现被骗，他买的地全是石头，没法耕种。李家因此债台高筑。无奈，李文夏卖掉家里40间瓦房，并通过朋友帮助担任了江原道伊川郡的郡署:42-43。
1911年10月，李家搬到伊川后，李范奭转到伊川公立普通学校二年级就读:316。1914年3月，李范奭14岁时，他作为江原道三名最优等生之一从伊川公立普通学校毕业，并被免考保送到京畿道第一高等普通学校学习:317:44。该校是朝鲜总督府开办的官立高等学校，本部招收韩国学生，二部只招收日本学生。本部的韩国学生和二部的日本学生经常发生冲突。朝鲜总督府选拔优秀中学毕业生来该校，希望将他们培养成朝鲜半岛各地国民学校皇民化教育的执行者:57。
学校设有每周4小时的皇民化教育“受信课”。教该课的日本老师，每堂课都毫无掩饰地露骨宣扬日本民族的优越性，嘲笑、侮辱韩国人。李范奭每次听到日本老师侮辱韩国都很难受，这也加深了他对日本人的反感与愤怒:58。一次，他班上有位从公州来的徐京信同学因为坐姿不好，遭到日本老师的侮辱、谩骂。日本老师不仅骂该生，连韩民族也一起骂。事后李范奭和徐京信给这位日本老师搞了个恶作剧，让他坐在了坏掉腿的椅子上，头磕到黑板角，流了血:60-61。
学校的生活愈发让李范奭感到郁闷。1915年夏，他在汉江游泳时遇到了吕运亨。受吕运亨的影响，他决心要去中国搞独立运动:317，并把自己的意向告诉他的父亲。他的父亲认为是他的生活环境不好才造成他的异端之念，并要为他准备婚事。经人介绍，李家为他找了位有教养的漂亮姑娘。相亲的时候，姑娘没有说话，李范奭的父母以为是家教严，有教养，因此很满意。虽然，李范奭不同意结婚，但入秋不久，李范奭的父母就为他完了婚。姑娘嫁过来之后，李范奭却发现她是天生的残疾，不能说话。起初，他很气愤，但后又很快理解她了:64-66。
结婚3个月后，李范奭做好了去中国的准备。他给父母留下了诀别书，并告诉新婚的妻子他出走并非因为她，而是早有打算，结婚是为了让父母安心，很对不起她，让她不要按旧俗守节:67-69。李范奭的姐姐对他投身独立运动很理解，临行前还为他准备了些钱。李范奭在南大门火车站坐上了去往新义州的火车，之后徒步走过鸭绿江铁桥，到达中国丹东，后又乘火车来到奉天与吕运亨见面:70-71。

### 流亡中国
李范奭和吕运亨在奉天短暂逗留后，经南京到达上海。李范奭的姐夫申锡雨在上海火车站迎接了他们俩儿。李范奭被安排住在上海法租界一个叫渔阳里的弄堂内。弄堂里住的是韩国独立运动创始人之一的申圭植和中国辛亥革命的高层干部，包括白文蔚、白圭泰、南天郝。弄堂西边不远处的拉斐远路住的是孙中山:72-73。申圭植在辛亥革命前就加入了同盟会，他将自己的钱财无偿提供给同盟会作活动经费。他本人也积极参加了辛亥革命的策划与行动，因此与中国辛亥革命领导人关系密切:11。在上海期间，李范奭是申圭植和孙中山的联络员:317。

#### 云南陆军讲武堂
在上海期间，申圭植给李范奭请了位姓杜的先生学习中文，后又把他派到预备军官学校杭州体育学院学习了7-8个月。当时，申圭植和孙中山决定派几名韩国学生到培养中国革命干部的“云南陆军讲武堂”学习。经过挑选，金世峻、裴天泽、金鼎、崔震4名韩国学生被选中。李范奭由于年级小（17岁），才中学毕业，身体差而没被选上。但他拼命争取，由于他当时从家里带来的钱很充足，他提出自费学习，并资助另外4位学费不足的学生。就这样，他与另外4名韩国学生一起被安排到云南陆军讲武堂学习。:75-76
当时辛亥革命刚刚结束，云南像个独立的国家。从上海到云南要先经香港，再从香港到越南，最后从越南进入云南。经过17天的路程，李范奭一行最终到达云南省会昆明:76-77。通过云南省负责外事事务的徐福远，5位韩国学生顺利地入了学。由于当时的战争年代，外国人到中国军事学校学习是不可能的，因此韩国学生都必须特别小心，要把自己当成中国人:77。由于年级小，李范奭虚报了2年的年龄，用假名“李国根」入了学:317。
由于云南当时在为建立广东军政府推翻北方军阀政府做准备，需要世界各国的支持与帮助，因此广东军政府积极招收在世界各地有影响的华侨子女来云南陆军讲武堂来免费学习。在李范奭所在的第12期学员中，70%是华侨子女，其中包括新加坡华侨子女叶剑英 :77-78。经过6个月的新兵训练后，学员开始分专业。李范奭报了骑兵，金世峻和裴天泽是炮兵，金鼎和崔震是步兵。由于李范奭在中国时间不长，中文水平差，入学第一学期的学习成绩是在240名学员中名列173名。5名韩国学生中成绩最好的是金世峻，排在全校第2名。1919年3月毕业的时候，金世峻是全校第1名，李范奭是第9名:80-81。
毕业后，李范奭被安排到干海子义务实习8个月。实习期间，5名韩国学生得知韩国国内爆发大规模的反日三一运动。云南陆军讲武堂当时的纪律非常严格，实习士官是绝不能回国的。但他们报国心切，最终还是给督军写了报告请求回国。督军不仅同意了他们的请求，还派副官送他们到上海，并为他们提供了路费和生活费。李范奭一行先是到了越南，后到香港，再从香港坐船到了上海。:86-90

#### 从西路军政署到北路军政署
当时的大韩民国上海临时政府处在很混乱的状态中。在上海逗留一段时间后，金世峻、金鼎和裴天泽已不再对去满洲充满激情。而崔震则是要经满洲直接回国:92-93。1919年10月，李范奭从上海来到西间岛柳河县三源浦。这里韩国人口占到全市人口的一半。三源浦设有韩族会，表面上是韩侨自治机关，但内部叫“西路军政署”，主要进行军事教育。日本强迫韩国签订“乙巳条约”后，原韩国副司令李始荣和他的两个兄弟辞去了官职流亡满洲，在西间岛建立了“新兴武官学校”。李范奭和申八均、池青天、成骏用（성준용）四人一起负责士官训练:101-103。
1919年11月，李范奭组建了决死队，计划在1920年3月1日渡过鸭绿江，袭击慈城、厚昌、恵山镇等3地，在“三一运动”还未被日本人完全镇压之前，在朝鲜半岛再次掀起抗日斗争风暴。决死队安排金广瑞去西伯利亚购买武器。但直到1920年3月1日，金广瑞也没有回来。后来得知他投靠了西伯利亚共产党，与俄罗斯女共产党员结了婚。由于决死队的计划泡汤，李范奭非常沮丧，每天用药物镇静痛苦，最终吞噬了30克鸦片，自杀，但被护士及时发现，而被抢救过来。但他再也不想呆在西间岛。:110-115
1920年3月下旬，北路军政署的金佐镇将军写信给西路军政署的金东三先生邀请李范奭到北路军政署发展:116。北路军政署总部位于北间岛汪清县，建有培养军事人才的士官学校。铁骥来到北路军政署后担任教授部长，负责培养韩国独立军事人才:318。6月7日，洪范图的军队在鳳梧洞戰役取得胜利后，与北路军政署进行了合并:319。
韩国独立军的壮大对日本是个威胁。为了给出兵消灭满洲韩国独立军寻找借口，日本人用钱买通满洲土匪袭击珲春，在1920年10月2日制造了“珲春事件”:146-147。不料，土匪中的反日派捣毁了日本领事馆，杀光了日本警察，拿走领事馆地下室的五六百件武器，并释放了被关押在领事馆的韩国独立军义士:149。珲春事件并没有像日本人打算的那样发展，反到造成多名日本人死亡，并暴露出日本领事馆以非法手段暗藏武器。事态的变化使张作霖也开始不能容忍，他通过外交渠道向日本提出抗议，表示在中国搞独立运动的韩国独立军，只能靠中国自己来努力消灭。日本军队和警察都得回去，以后再出现土匪，由中国方面负责:150。
张作霖任命他的部下孟富德旅团长担任消灭韩国独立军的总司令。虽然日本当时是强国，但中国人和韩国人对日本人的怨恨是一致的，中国军队并不想消灭韩国独立军。孟富德通过与韩国独立军有联系的人向各韩国独立军传达了“不用武力镇压，请终止活动”的信息。李范奭所在的北路军政署当时正在努力培养480名学生，并加紧从西伯利亚购进武器，很难接受孟富德的建议。:150-151
没过多久，中国军队开始进驻北路军政署所在的十里坪附近。中国军队的出现使北路军政署处在尴尬的境地。由于是在中国领土，中国军队可以对韩国独立军随时开火。而韩国独立军却不能像对日本军那样对待中国军队。为此金佐镇将军采取了将计就计的方法，变被动为主动。他让除少数人外都着军装，并全副武装。没有武器的用木头做一支枪，用火熏黑，这样从远处看就像是真的。之后，战士们宰了四五头猪，做了丰盛的酒宴。一切准备好后，北路军政署将中国军队做在的溪谷团团包围住，之后吹响了军号，举起“中华民国陆军欢迎宴”的大标语。中国军队听到军号后，才发现已经被团团包围了。这时，李范奭与“欢迎委员”一起亲自向中国军队的司令官发出了邀请。中国司令官看出来者无敌意，并好奇想看看独立军的情况，因此就同意与李范奭一行前往。:154-158
北路军政署的正规装束让中国军官刮目相看。中国军官得知李范奭毕业于云南陆军讲武堂则更是惊讶。之后，中国军官与金佐镇将军举行了坦诚的会谈，李范奭当翻译。中国军官表示对韩国方面的处境很理解，认为不应该通过武力解决问题。他们提出带走几件不能用的武器，这样他们回去可有个交代，说是把独立军赶走了。金佐镇对此很理解，马上爽快地答应了。中国军官还要求独立军搬出西大坡，但金将军无法接受。双方就这问题进行了讨论，最终双方妥协达成协议，独立军在一个月内搬出西大坡。:158-160

#### 青山里战役

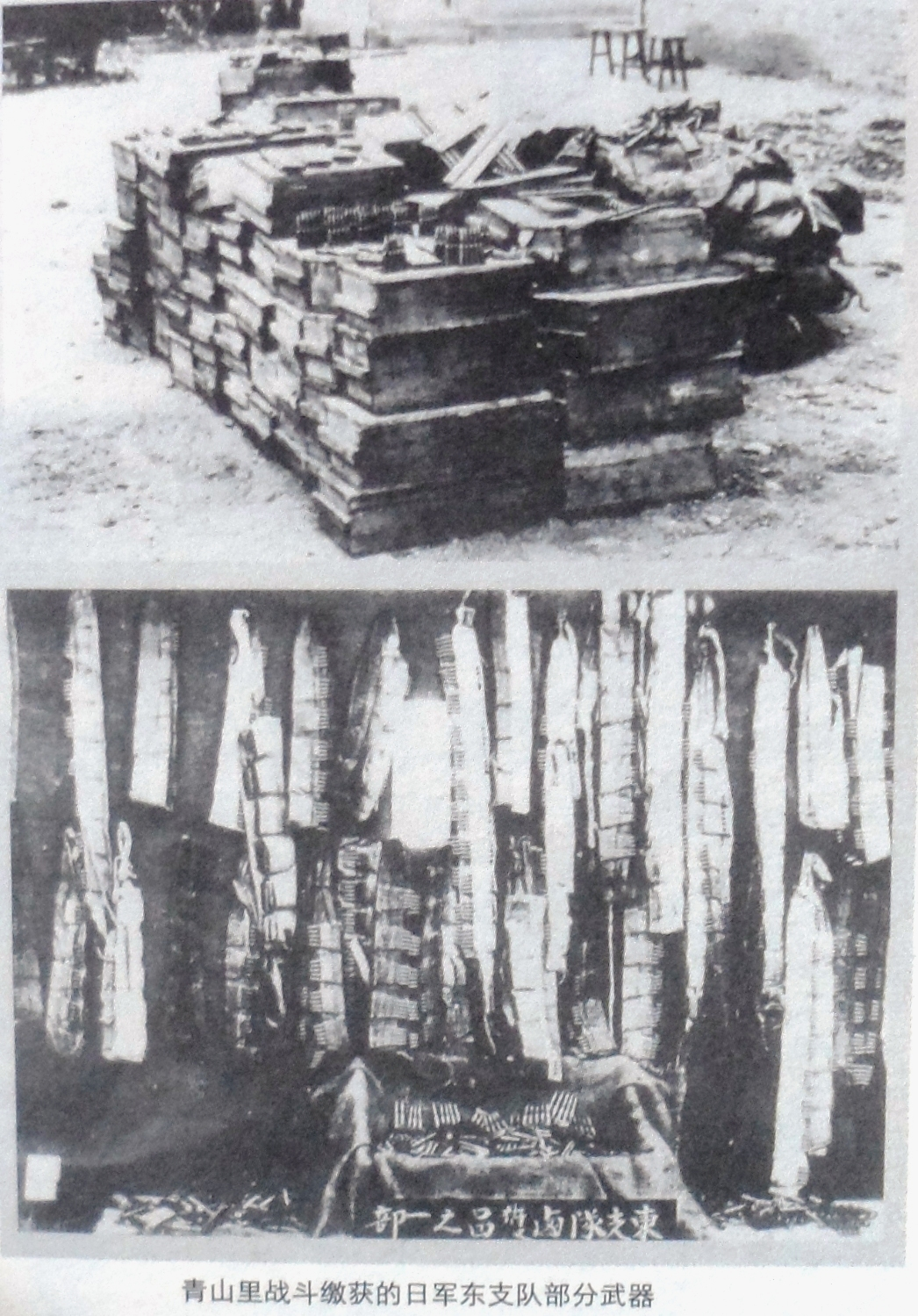
韩国独立军在青山里战役中缴获的部分日军武器

按照对中国军队的承诺，北路军政署开始搬出西大坡，准备返回韩国，在京城府（今首爾）掀起更大规模的民族抗日斗争。即使全军覆灭，也可以给日本人相当大的打击，通过国际舆论给日本巨大的压力。部队将军事装备和必需品向和龙镇转移，行军至西大坡与和龙镇中间地带，队伍得到相关情报发现大批日本军在向北路军政署方向汇聚。这时孟富德司令官派来副官王德林将军通知说有约两个师的日军正在准备围捕北路军政署，并说孟司令官要见金将军。:172-173
当晚，金佐镇派副总裁玄天默、他的秘书和李范奭骑快马到帽儿山去见孟富德。从孟富德那里，得到了他所知道的所有敌情。两个师团的日军正从西伯利亚南移，南满的大部分日军在北移，暂时在长白山中部汇合，后往南边方向合围。另外南满铁道守北路军政署备队和满洲各地日本警察组成的联合队也一同对北路军政署形成包围圈。孟富德说日军事先对中方没有做任何通报，简直如无人之地，并提出如果需要，可以和他联系，他愿意为韩国独立军提供协助。李范奭一行对孟富德司令员和王德林将军提供的情报表示了感谢。由于玄天默年迈一高，他让李范奭一人快马加鞭回去，负责指挥作战。由于过度紧张，李范奭在回去途中晕厥从马上摔了下，不过多亏一村妇相救，使他很快苏醒，及时地返回的部队。:173-176

##### 白云坪战斗
1920年10月20日下午4时，北路军政署在吉林省和龙县青山里（又叫“三道沟”）与由日军第37旅团、骑兵第27连队、野炮第25连队组成的混成部队相遇，彼此在相距10里左右发现对方:173-176。为了占据有利地形，北路军政署在黄昏占领了松林坪高地。松林坪的朝鲜族村民热情地接待了李范奭的队伍，并向日军提供假情报说独立军战斗力很弱，没有像样的武器，根本不具备打仗的能力。松林坪高地有个平地白云坪，李范奭带领北路军政署两个梯队的战士们在周围的森林做好了埋伏。随后，日军27连队无阻碍地占领了白云坪。李范奭的队伍在白云坪埋伏一夜后，日军一千多人的前卫队进入了埋伏圈。李范奭在日军领队近到只有十几步时，开枪将其击毙。随后，他的部队开始集中火力消灭日军。经过一个半小时的激战，日军的前卫队被全部消灭。:179-183
一个多小时后，八九千的日军赶到森林空地，他们已经得知前卫部队全部被歼灭的消息。这次日军成密集横队向李范奭的部队猛烈开火。李范奭利用有利地形，在各高地用步枪、机关枪、追击炮等排好“十”字交叉型火网猛击日军。日军一个小队、一个小队的倒下。第二次交火失败后，日军缩小了队形，从两侧向李范奭的部队突击，开始了第三次战斗。战斗进行正激烈之时，传来了金佐镇将军的命令说日军主力约一个小时后进入凤尾沟，可能阻断李范奭部队的退路，让他们撤到二道沟。他命令第二梯队在原地继续对抗，第一梯队适机撤退。在得知第一梯队已经撤离三道沟后，第二梯队迅速撤出。由于李范奭的队伍穿的是与日军一样的服装，他们撤走后，日军都不知情，还在相互扫射，结果自伤损失了六七百名士兵。在白云坪战斗中日军死伤2200名，北路军政署只有20名死亡，3名重伤，数十名轻伤，是日本占领韩国后，韩国独立军对日的第一次大战役，取得了巨大的胜利。:183-184

##### 泉水坪战斗
李范奭的队伍急行军14小时，走了160里路，凌晨2:40达到了甲山村与金佐镇和先前撤离的第一梯队胜利汇合。甲山村热情的朝鲜族村民深夜为他们烧水、煮饭，使士兵们吃上了热饭，睡上了热火炕:185。金将军在太阳刚落山的时候得到120名日本骑兵到达泉水坪的情报，因此战士们只睡了一个多小时就开始准备清晨袭击泉水坪。天刚刚亮，北路军政署就将泉水坪包围，堵住了日军的退路。这些日军以为北路军政署还在160里外，因此没有戒备。在日军还在熟睡的时候，北路军政署发起了猛攻。一个骑兵队120人，只跑掉4人，其余全部被消灭，岛由中队长也被独立军用手榴弹炸死。北路军政署仅有2两人死亡，17人受伤，并缴获了日军的一些马匹、武器装备、军大衣和食物:185-187。

##### 马鹿沟战斗
泉水坪战斗结束后，北路军政署迅速向渔郎村进军。日军以前使用的都是小型炮，这次开始使用重炮攻击独立军。与北路军政署交火的是岛由骑兵队的本部。北路军政署事先占据了有利地形，上午从东向西攻击，下午从西向东攻击，北路军政署可以看清日军，但日军却因光线关系看不清北路军政署。北路军政署的战士们穿着与日军一样的衣服，使他们也辨不清敌我。穿着草鞋的独立军战士可以很方便地打游击战，而日军却穿着大皮靴，行军很不方便。独立军用子弹袋，而日军使用硬邦邦的弹革桶和弹药盒，装弹很不方便。就这样，北路军政署的战士们利用有利的自然条件和坚定的意志，在日军重型武器的攻击下守住了阵地。:187-188
日本军在正面进攻占领山顶失败后，开始从侧面包围独立军部队，企图切断独立军的退路。为此，北路军政署的战士们从第一个山峰撤退到第二个山峰，从第二个山峰撤退到第三个山峰。由于日军的连续攻击，独立军也连续地撤退，从早到晚，连吃饭的时间都没有。村里的朝鲜族妇女冒着枪林弹雨，跑到山顶，一把一把地把饭送进战士们的嘴里。日军的持续前进对独立军愈发的不利，只 好撤退。马鹿沟战斗日军死伤约1000多人，独立军伤亡人数有100多人。独立军撤出后，泉水坪变成了火海，染红了天空，日军烧毁了朝鲜族的村落。:188-189

### 俄罗斯经历

李范奭夫人金玛利亚和独子

1920年11月20日，洪范图、池青天的部队，以及大韩独立军、义军府、血诚团、正义军政司等与北路军政署大联合，成立“大韩独立军团”，兵力规模达到3500余人。1921年6月，大韩国独立军团进入俄罗斯参加武装革命，但李范奭和金佐镇都表示反对，不愿意成为共产党武装。6月28日，发生黑河事件，俄罗斯方面解除了大韩国独立军团的武装，期间大韩国独立军团伤亡严重:319。同年10月，李范奭与另外4名独立军战士游过乌苏里江，期间有两人被俄罗斯士兵打死。金佐镇由于不会游泳在冬天才逃出俄罗斯。李范奭和金佐镇都没有参加黑河事件:196。回到满洲后，李范奭开始在快当别重建军队。1922年9月，李范奭患病不得不到快当别对面的俄罗斯一位韩国医生那里治病。期间，马贼袭击了快当别，他刚刚组建的军队被毁。:199-205
由于青山里战役后，日军对独立军的报复与袭击，李范奭转而加入了高丽革命军，任高丽革命军骑兵司令员。高丽革命军与苏联革命军签有密约，高丽革命军帮苏联革命军打仗，苏联革命军则为高丽革命军提供武器和装备:287-288。李范奭高丽革命军期间遇到了一位俄罗斯籍韩裔姑娘金玛利亚。她是苏联革命军远东支部派来的政治委员。李范奭对苏联共产党一直持怀疑的态度，他起初对金玛利亚很小心，并安排她担任被服厂的主任。但金玛利亚在战场上的勇敢，对战友的关怀让李范奭很感动。两人逐渐产生好感:289-290。
1925年，苏联和日本签订了渔业协定，在协商过程中，日本以解散西伯利亚韩国独立军为条件，承认苏联政府。1月，苏联突然强行解除韩国独立军的武装。韩军奋勇抵抗，李范奭在战斗中头部中弹，被送到满洲宁安县宁古塔治疗。期间，他的继母前来看望他，并带给他1700元钱。:320
几个月后，金玛利亚为躲避苏联政府的迫害逃到满洲海林。她的大哥是沙俄时期的联队长，参加过第一次世界大战，得过尼古拉十字勋章。苏联革命胜利后，苏联政府开始杀害沙俄时期有功之人。金玛利亚一家都遭到追杀。得知金玛利亚来到海林，李范奭从宁古塔跑来看她。后来两人在金学诏、曹成焕和金佐镇的主持下结为夫妻。:292
1925年9月，李范奭在中东铁路东部支线的吴吉密战组织了高丽革命军敢死团。决死团的武器都是金玛利亚冒着生命危险在黑龙江从韩裔和华裔白俄罗斯人那里购买的。当时犯武器走私在中国是死罪:320。1928年12月，高丽革命军决死团在日本人和中国军阀的镇压下，伤亡严重，只剩下7人，被迫解散。李范奭去了外蒙古:321。
金佐镇于1925年3月15日带领500余名独立军战士成立了带有流亡政府性质的“新民府”，出任军事部委员长兼司令，并在穆棱县兴建“城东士官军校”:129。
1930年1月24日，金佐镇在碾米厂被变节者朴尚實暗杀身亡。

### 光复军时期

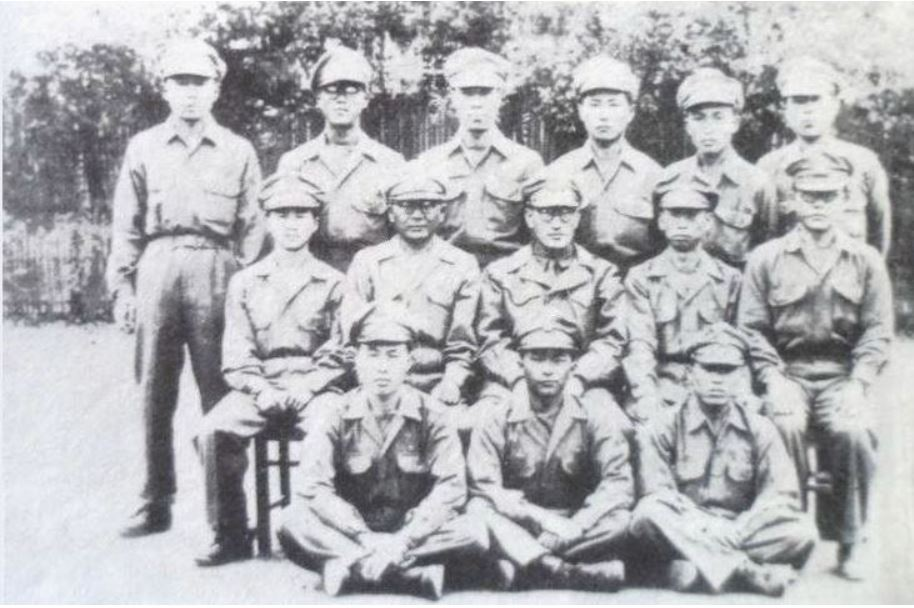
李范奭（二排中间）与第二支队队员

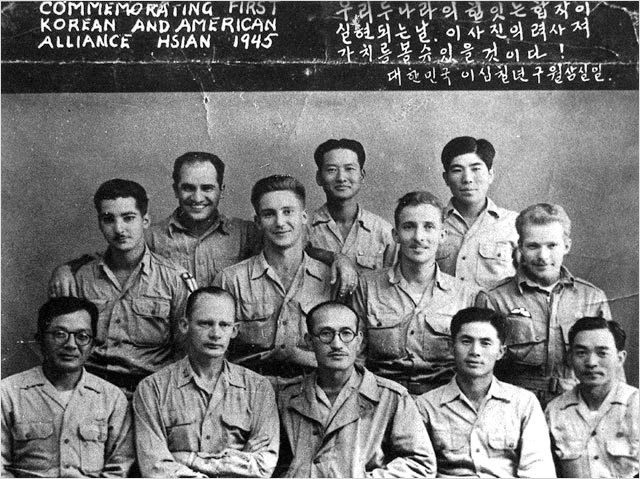
李范奭（一排中间）与美國战略情报局（OSS）教官

1931年九一八事件后，李范奭于同年10月开始参加中国东北军阀的抗日运动，任马占山、苏炳文部队的作战科长，后升任上校高级参谋。1932年12月，马占山、苏炳文的部队损失殆尽，撤退到满洲里。之后，李范奭与马占山的部队一起进入苏联境内。1934年，中苏协定马占山、苏炳文部队的高级干部经欧洲回国。李范奭因此与马占山一行到欧洲诸国考察，后回到上海。在东北抗日义勇军总司令官王德林的邀请和广东省主席陈才商的支持下，李范奭又到台湾工作办事处工作了2个月。之后，他在河南洛阳的中国中央陆军军官学校担任该校韩人特别班韩籍军官大队长:322。后来，河南洛阳中国陆军中央军官学校韩人特别班因日本人对中国政府的施压被迫停办。1936年，李范奭担任中国陆军第2集团军参议和高级参谋，中国第2集团军第56军参谋长:323。1937年卢沟桥事变后，中国抗日战争全面爆发，李范奭以55军参谋处处长的身份投入了战争:306。1940年，李范奭与金玛利亚的独子仁钟出生。同年6月，李范奭出任中国国民党中央训练团中队长:323。
1940年9月17日，时任大韩民国临时政府主席金九在中华民国陪都重庆的嘉陵宾馆主持了韩国光复军总司令部的成立典礼。池青天被委任为韩国光复军司令，李范奭任参谋长。国民党对韩国光复军的成立很重视，蒋介石最信任的人、中国军界大人物重庆卫戍司令刘峙出席了典礼。包括美军顾问团在内的许多外国客人也参加了成立典礼:207。不过，韩国光复军在成立之后与国民党的合作并不顺利。由于韩国光复军得不到国民党充足的财政和军需支援，韩国光复军无法扩充。中国方面希望韩国光复军能与朝鲜义勇队合为一体，但朝鲜义勇队不愿与韩国光复军联合。1941年10月，蒋介石决定将韩国光复军和朝鲜义勇队以相同的条件编入中国军队，置于中国军事委员会的统辖之下。同年11月15日，中国军事委员会根据蒋介石的意见，向大韩民国临时政府提出韩国光复军隶属中国军事委员会。由于韩国光复军离不开国民党的支持，因此只好接受改编:207。1941年12月10日，大韩民国临时政府对日宣战:324。
改编后，韩国光复军总司令部成为中韩联合司令部的体制。池青天继续任总司令，参谋长则由中国军事委员会高级参谋尹呈辅担任，李范奭担任副参谋长:207。1942年4月22日，原韩国光复军第1、2、5支队合并成第2支队。同年7月，民族革命党的武装力量朝鲜义勇队改编成为光复军第1支队。1943年，韩国光复军向印缅战区派了工作队，参加了英军对日的作战。同年9月，中国方面决定恢复大韩民国临时政府对韩国光复军的管辖。1944年8月23日，韩国光复军重新获得作战和其它军事行动的自主权:324。
1944年10月，李范奭与美国战略情报局（OSS）取得了联系，探讨韩美联合在韩国作战的可能性。1945年1月，美军上尉受李范奭的邀请访问了西安第2支队总部。之后，大韩民国临时政府决定力促韩美军事合作，让美国OSS教官负责对第2支队的训练，以便在适当时候将受训人员投入战斗:324。韩国光复军司令总部从重庆迁往西安后，兵力由起初的几百人发展到5万多人。
1945年8月15日，日本投降后，李范奭从李承晚那里得知美苏将根据雅尔塔协议以三八线分割韩国的消息。为了防止国家的分裂，李范奭想抢先回到韩国与日军和美军在韩司令部谈判，让日军将武器全部交给韩国光复军:230。8月16日，李范奭与张俊河、金俊烨和22名美国军人乘飞机从西安飞往韩国京城。李范奭在汝矣岛日军机场降落后，与日军驻朝鮮司令官上月良夫进行了谈判，但谈判破裂:234-235。8月19日，李范奭一行离韓返回西安，期间由于飞机燃油耗尽在山东潍县停留数日:325。

### 回到韩国

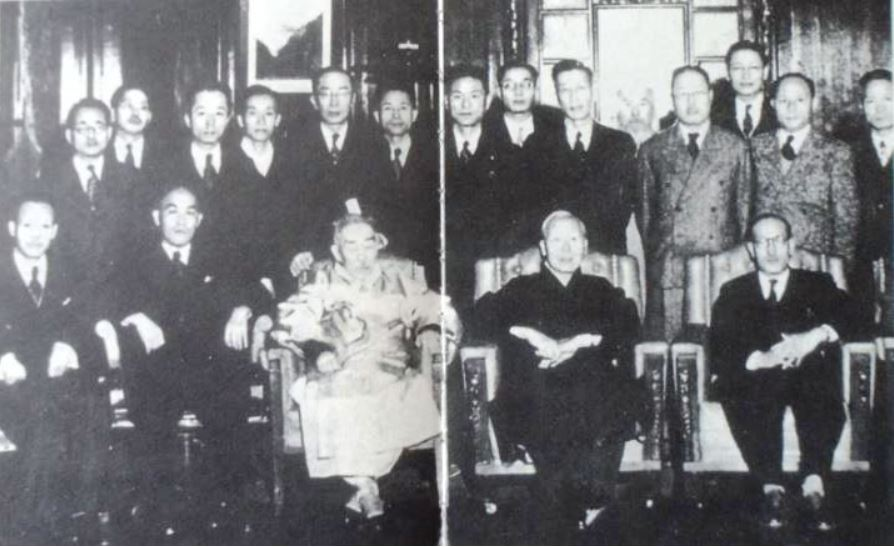
大韩民国首届政府阁僚（前排右一是李范奭）

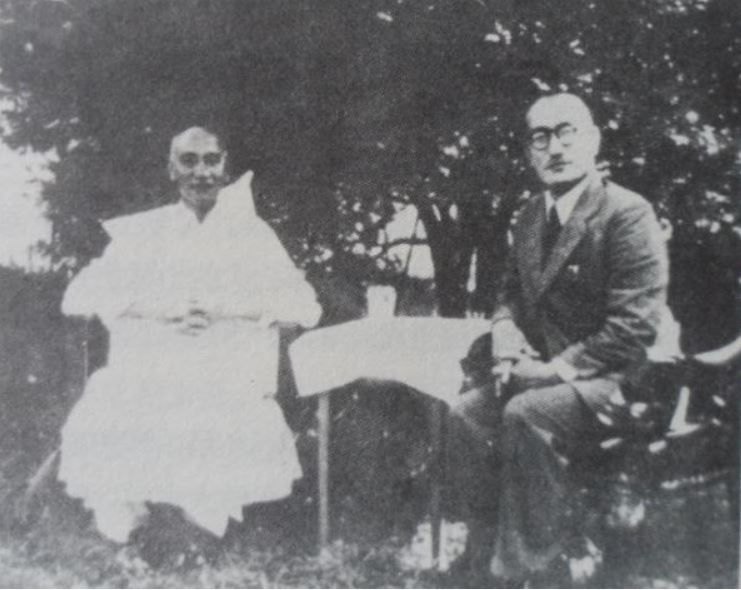
李范奭大使任內的1951年，与蒋介石在台湾台北士林官邸的合影

韩国光复后，李范奭于1946年6月返回韩国。同年10月6日，他创建“朝鲜民族青年团”，担任团长:325。李范奭与韩国首任总统李承晚早在1921年就有书信联系。李承晚在得知韩国独立军在青山里战役所取得的成就后，曾在美国韩侨中搞募衣运动，在冬季时为满洲独立军寄来几千套的衣服。第二年，李承晚还送给李范奭一支钢笔作为礼物。韩国光复军成立后，李承晚与李范奭的书信往来更为频繁，李承晚将以麦克阿瑟为首的美国名将逐一介绍给李范奭，并将李范奭介绍给美国军官。两人回到韩国首次见面后，李承晚总是很自豪地将李范奭介绍给外宾:240-241。1948年8月15日，大韩民国政府正式成立后，李范奭被李承晚任命为韩国首任国务总理兼国防部长:240-248。
李范奭被任命为韩国首任国务总理兼国防部长后，金性洙通过曹泳桂议员代表韩民党向李范奭表示祝贺。交谈中，金性洙表示韩民党全体议员支持李范奭，并希望在组阁时能安排8个席位给韩民党。李范奭当时在韩国国内认识的人不多，因此马上同意了。后来组阁时，李范奭按其对金性洙的承诺向李承晚提议给韩民党8个席位。但李承晚对此很生气，仅给韩民党安排了3个席位。由于李范奭的失信，韩民党与李承晚的关系恶化到敌对状态。李范奭1949年因此辞退了国防部长一职，后又于6月25日辞去国务总理的职务。:248-249
1951年1月，李范奭在朝鲜战争爆发不久，李承晚派其到台湾担任大使。李范奭与蒋介石，以及蒋介石手下的许多高官都有着很好的关系。因此，李范奭当时是这个职位的绝佳人选。但李范奭认为他在国家处在危难之际应该留在韩国，因此只打算停留台湾8个月。事实上，中華民國原本想加入联合国军支持韩国，但是联合国并不同意。李范奭感觉自己在台湾没什么事可做，于是以身体不适为由回到韩国，:249-252並推薦同樣曾任光復軍參謀長的韓國陸軍退役中將金弘壹接替他的大使職位。:345
回到韩国后，李范奭开始筹措组建自由党，一天跑5-6个地方，四周内，跑遍了韩国:256-257。1951年8月15日，李承晚在韩国光复纪念仪式上首次公开表示建立政党的意图。同年12月23日，自由党正式成立，李承晚被推荐为总裁，李范奭任副总裁:15-16。1952年5月，李范奭出任韓國内務部（今安全行政部）部長:262。
1953年8月5日，李范奭参加副总统选举失败，1961年6月12日，创建民友党，当选忠南地区参议院议员。1963年，他创建国民议会党，担任最高委员。同年3月1日，韩国政府授予李范奭建国勋章总统章。1970年2月1日，金玛利亚去世:326。1972年5月11日，李范奭去世，韩国政府为其举行了国民葬:327，將其安葬於國立首爾顯忠院。

## 外部連結
- 铁骥紀念館 （页面存档备份，存于）

| 官衔            | 官衔                                            | 官衔          |
| --------------- | ----------------------------------------------- | ------------- |
| 前任： （創設） | 韩国国务总理 初代：1948年－1950年               | 繼任： 申性模 |
| 前任： （創設） | 韓国国防部部長 初代：1948年－1949年             | 繼任： 申性模 |
| 前任： 張錫潤   | 韓国内務部部長 第8任：1952年5月－1952年7月      | 繼任： 金泰善 |
| 前任： 申锡雨   | 韓国驻中华民国大使 第2任：1950年12月－1951年9月 | 繼任： 金弘壹 |